# Třída Calliope
Třída Calliope byla třída lehkých křižníků Royal Navy. Byla to druhá ze sedmi tříd lehkých křižníků souhrnně označovaných jako třída C. Celkem byly postaveny dvě jednotky této třídy. Ve službě byly od roku 1915. Účastnily se první světové války. Ve 30. letech byly vyřazeny.

## Stavba
Od předchozí třídy Caroline se lišily zejména pohonným systémem a pouze dvěma komíny, které tvořily charakteristickou siluetu třídy C. Boční pancíř byl zesílen. Celkem byly postaveny dvě jednotky této třídy. Do služby byly přijaty roku 1915.
Jednotky třídy Calliope:
| Jméno    | Loděnice         | Založení kýlu  | Spuštění na vodu  | Přijetí do služby | Status                |
| -------- | ---------------- | -------------- | ----------------- | ----------------- | --------------------- |
| Calliope | Chatham Dockyard | 1. ledna 1914  | 17. prosince 1914 | květen 1915       | Prodán do šrotu 1931. |
| Champion | Hawthorn Leslie  | 9. března 1914 | 29. května 1915   | prosinec 1915     | Prodán do šrotu 1934. |

## Konstrukce

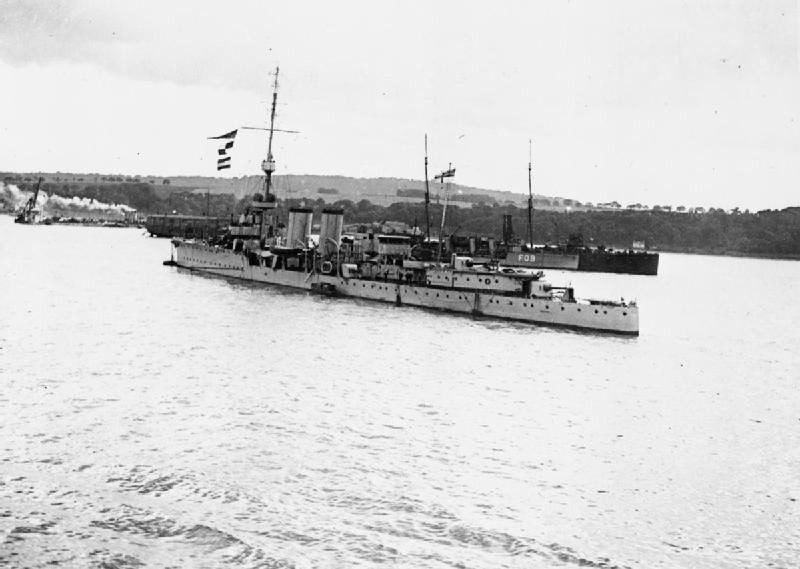
HMS Champion

Hlavní výzbroj lodí tvořily dva 152mm kanóny na zádi a osm 102mm kanónů na přídi a bocích trupu. Doplňoval je 76mm kanón, čtyři 47mm kanóny a dva 533mm torpédomety. Pohonný systém se u obou plavidel lišil. Křižník Calliope měl šest kotlů Yarrow a čtyři turbínová soustrojí Parsons o výkonu 37 500 hp, pohánějící čtyři lodní šrouby. Nejvyšší rychlost dosahovala 29,5 uzlu. Jeho sesterská loď Champion měla dvě parní turbíny o výkonu 40 000 hp, pohánějící dva lodní šrouby. Nejvyšší rychlost byla 29 uzlů.

### Modifikace

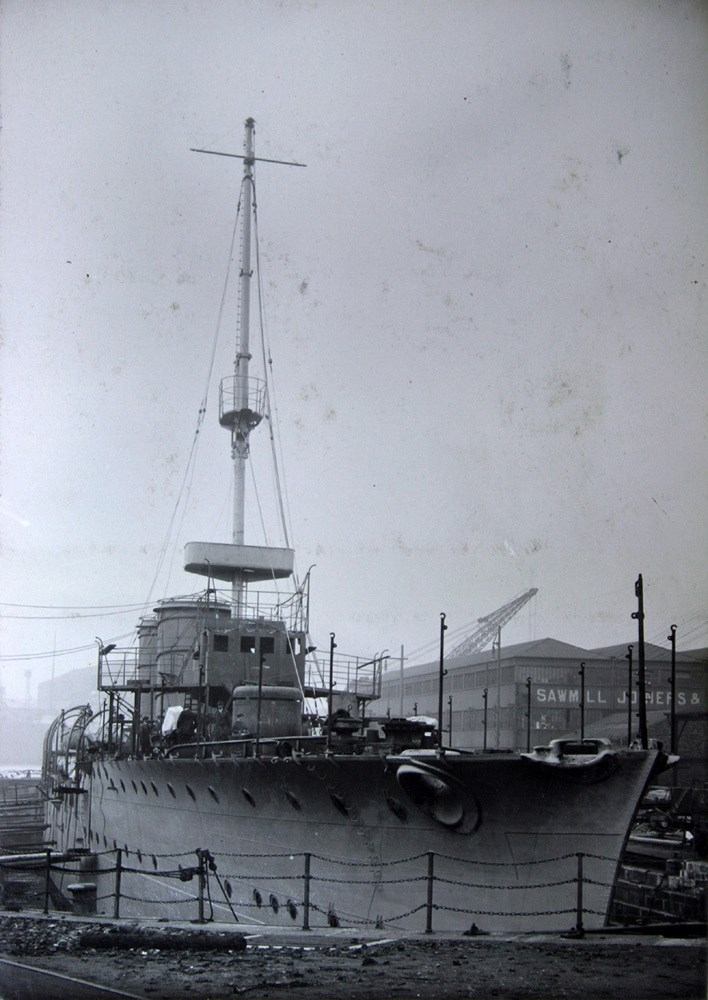
Champion v suchém doku

Během války se výzbroj lodí měnila. Nejprve byly v letech 1916–1917 dva příďové 102mm kanóny nahrazeny třetím 152mm kanónem. V roce 1918 byly zbývající 102mm kanóny odstraněny a nahrazeny čtvrtým 152mm kanónem. Na palubu byly přidány dva dvojité torpédomety. Dále byly na Calliope přidány dva protiletadlové 76mm kanóny a Champion jeden protiletadlový 102mm kanón.

## Osudy
Oba lehké křižníky byly nasazeny v první světové válce. Například bojovaly roku 1916 v bitvě u Jutska. Zatímco křižník Calliope zde byl vlajkovou lodí komodora C. E. Le Mesuriera, velitele 4. eskadry lehkých křižníků, sesterský Champion byl vlajkovou lodí 13. flotily torpédoborců (komodor J. V. Farie). Calliope byla v bitvě pětkrát zasažena a utrpěla ztrátu 10 mrtvých a 9 raněných. Obě lodi válku přečkaly. Calliope byla vyřazena roku 1931 a Champion roku 1934. Oba křižníky byly sešrotovány.